# Chrysolina cribrosa
Chrysolina cribrosa é uma espécie de artrópode pertencente à família Chrysomelidae.